# Слободан Амановић
Слободан Амановић (Книн, 19. новембар 1953) је српски сликар.

## Биографија
Рођен је 19. новембра 1953. у Книну. Бави се сликарством више од четрдесет година. Члан је Удружења ликовних уметника Србије. Живи и ради у Београду од 1995. године. Његове слике се налазе у музејима и приватним колекцијама у земљи и иностранству. Самостално је излагао у Книну 1979, 1985, 1989, 1992. и 1993, Београду 1980, 2002, августа и децембра 2008, јануара 2009. и 2015, Чапљину и Мостару 1980. године. Учествовао је на групним изложбама у Книну 1979. и 1991, Тузли 1981, Торонту 1983, Умки 1996—1999, Златибору 1997, 1999, 2004, 2011. и 2012, Раковици, Баричу, Обреновцу и Новом Пазару 1998, Београду 1998—2007, Ужицу 1999, 2004. и 2005, Лозници 1999. и 2003, изложби The international biennal of miniature arts 2000, 2005, 2010, 2012. и 2014, Новом Саду 2002—2004, Прибоју 2004, Дероњу, Златибору и изложби Vernal international biennale of miniature art у Никшићу 2005, Рибашевини и Драгинцу 2007, Кикинди и Сомбору 2008, Децембарском салону и Галерији УЛУС-а 2009. и 2011, Међународној изложби минијатуре у Београду 2010, изложби „Уметност у минијатури” у Мајданпеку 2010—2014. и Јесењој изложби УЛУС-а 2011. године.